# Francesco Baracca
Francesco Baracca (9. května 1888 Lugo, provincie Ravenna – 19. června 1918 Nervesa della Battaglia, provincie Treviso) byl nejlepším italským stíhacím pilotem první světové války.

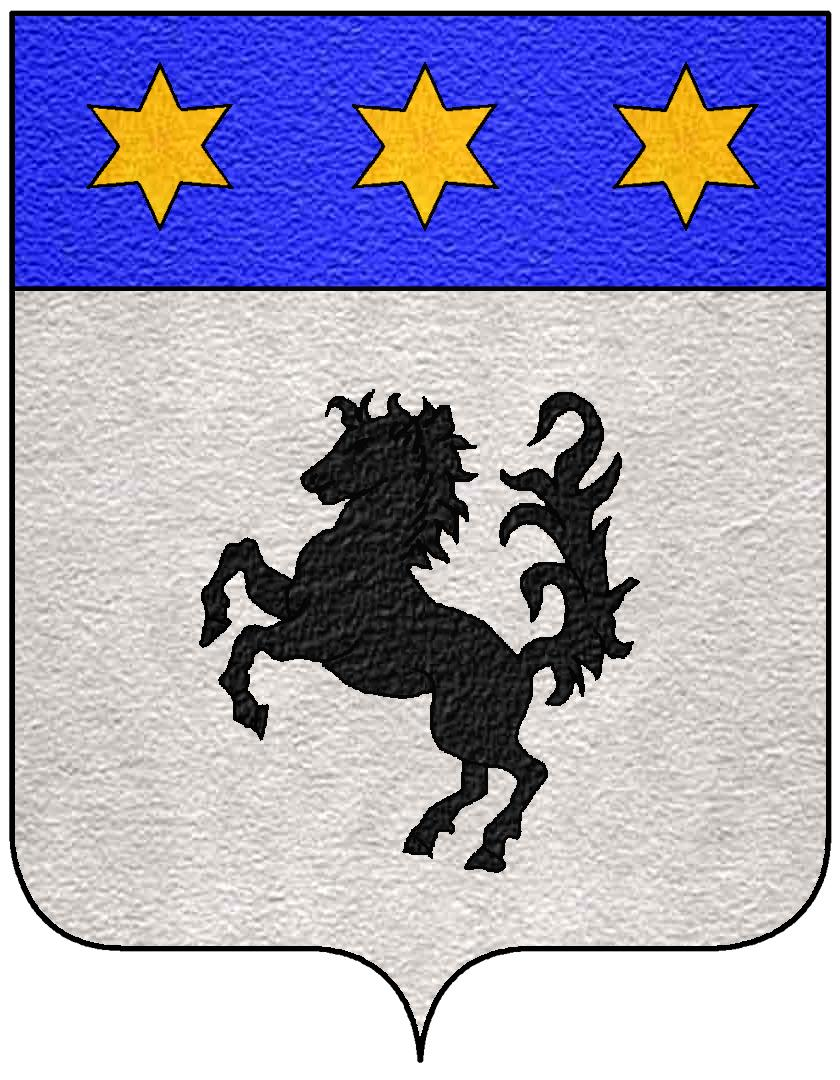
Znak rodu Baracca

Během války létal Baracca na stíhacích letounech Nieuport a SPAD. Dosáhl celkem 34 ověřených vítězství ve vzdušných soubojích. 19. června 1918 se nevrátil z bojového letu nad frontovou linií.